# Chrysopidia elegans
Chrysopidia elegans är en insektsart som beskrevs av Hölzel 1973. Chrysopidia elegans ingår i släktet Chrysopidia och familjen guldögonsländor. Inga underarter finns listade i Catalogue of Life.